# Billy Hughes (premier van Australië)
William Morris Hughes (Londen, 25 september 1862 – Sydney, 28 oktober 1952) was een Australisch politicus. Hij was de 7e premier van Australië.

## Levensloop

### Jeugd en emigratie naar Australië
Hughes werd geboren in Engeland als de zoon van een houtbewerker. Hij groeide op als enig kind. Zijn moeder overleed toen hij zeven jaar oud was. Op de leeftijd van 22 jaar emigreerde Hughes naar Australië waar hij werkte als arbeider en kok. Twee jaar na aankomst trouwde hij met Elizabeth Cutts. Samen kregen zij een dochter. Cutts overleed in 1906. Vijf jaar later trouwde Hughes met Mary Campbell. Met haar kreeg hij nog eens vijf kinderen.

### Politiek actief
In 1890 opende hij een winkel waar onder andere politieke pamfletten werden verkocht. De Engelse immigrant raakte betrokken bij de Socialist League, de vakbond en was als snel naar haar oprichting betrokken bij de Australische Labor-partij. In tegenstelling tot de meeste van zijn partijleden was hij voorstander van de Federatie. Toen het in 1901 eenmaal zover was nam hij zitting in het eerste federale parlement namens de Labor-partij. Als parlementslid was Hughes tegenstander van de plannen van de regering van Edmund Barton om een klein professioneel leger in het leven te roepen. In diezelfde jaren rondde hij een studie Rechten af en werd toegelaten tot de Bar.

### Premier
Toen de Labor-partij aan de macht kwam nam Hughes zitting in de regering van Chris Watson als minister van Buitenlandse Zaken. In de drie regeringen van Andrew Fisher (1908-15) was hij minister van Justitie. In deze tijd groeide hij uit tot het politieke brein van de partij en het was duidelijk dat zijn ambities verder reikten dan het ministerschap. Zijn ruwe omgangsvormen, waarschijnlijk veroorzaakt door zijn chronische dyspepsia, zorgden ervoor dat zijn collega's terughoudend waren om toe te geven aan zijn ambities. Pas nadat premier Fisher in 1915 te maken kreeg met ernstige gezondheidsklachten maakte hij plaats voor zijn minister van Justitie.
Op het moment dat  Hughes aantrad als premier was Australië al betrokken geraakt in de Eerste Wereldoorlog, iets waar de nieuwe premier helemaal achter stond. Op het moment dat de teller in augustus 1916 op bijna dertigduizend Australische gesneuvelden op de Europese slagvelden stond drong de legerleiding aan op invoering van de dienstplicht. Hughes zelf was daar voorstander van, maar twee derde van zijn partij nam daar afstand van. Onder zijn tegenstanders waren veel Rooms-katholieken, vakbondsleden en Australiërs van Ierse afkomst. Bij deze laatste groep speelde sterk de harde reactie van Groot-Brittannië mee op het uitroepen van de Ierse onafhankelijkheid. In een referendum in oktober 1916 stemden de meeste kiezers tegen het voorstel om de dienstplicht weer in te voeren.
Door de hele kwestie viel de Labor-partij uit elkaar. Hughes verliet uiteindelijk de Labor-partij, samen met een groot aantal parlementsleden. Zij begonnen de Nationale Labor-partij. Alleen door een verbond te sluiten met de Commonwealth Liberal Party behield Hughes de steun van het parlement. Na een paar maanden besloten beide partijen samen verder te gaan onder de naam Nationalist Party of Australia. Hoewel de Liberalen groter waren werd Hughes leider van de nieuwe partij. De parlementsverkiezingen van 1917 eindigden in een grote overwinning voor hen. Intussen werd er in december 1917 een nieuw referendum gehouden over de vraag of de dienstplicht moest worden ingevoerd en wederom antwoordde het Australische volk 'nee'. Hughes hield zich aan zijn belofte om af te treden, maar Gouverneur-generaal Ronald Munro Ferguson benoemde hem direct weer wegens gebrek aan andere geschikte kandidaten.
Samen met de voormalige premier Joseph Cook nam Hughes in 1919 deel aan de Parijse Vredesconferentie. Hij verbleef daarom 16 maanden buiten Australië. Tijdens de conferentie was hij een van de sterkste bepleiters voor hoge schadevergoedingen die de Duitsers moesten betalen. Tijdens de conferentie lag hij veelal overhoop met de Amerikaanse president Woodrow Wilson. Hughes was samen met de Zuid-Afrikaanse premier Jan Smuts erg bezorgd over de Apan opkomst in Azië. Na het uitbreken van de Eerste Wereldoorlog hadden Australië en Nieuw-Zeeland meteen alle Duitse koloniën in de regio bezet. Tijdens de conferentie kreeg Hughes het voor elkaar dat Duits Nieuw-Guinea een mandaatgebied werd onder Australisch gezag. Bij de vorming van de Volkerenbond slaagde hij er in Australië een onafhankelijke positie te geven. Verder haalde het een voorste van de Japanners om in het verdrag een passage op te nemen over rassengelijkheid het niet, met name door het lobbywerk van de Australische premier.
Bij terugkeer in Australië begon de steun binnen zijn eigen partij langzaam af te nemen. Veel conservatieven verdachten hem er van in het hart nog steeds een socialist te zijn. Tegelijkertijd was er de nieuwe Country Party die opgericht was uit onvrede over het landbouwbeleid van de Nationalist Party. Electoraal gezien waren zij een grote concurrent van de partij van Hughes. Bij de parlementsverkiezingen van 1923 verloren de Nationalisten hun absolute meerderheid in het parlement. De enige mogelijkheid was om een coalitie te vormen met de Country Party. Hun partijleider Earle Page liet weten dat zijn partij geen regering met Bill Hughes aan het hoofd zou steunen. Deze trad daarom in februari 1923 terug en werd opgevolgd door partijgenoot en minister van Financiën Stanley Bruce.

### Interbellum
Hughes was woest en voelde zich verraden. Hij nam zes jaar later wraak door samen met een aantal anderen de Bruce-regering ten val te brengen. Hij werd uit de partij gezet en vormde de Australian Party. Bij de verkiezingen die daarop volgde kwam de Labor-partij als grote overwinnaar uit de strijd. Hughes steunde aanvankelijk de Labor-regering onder leiding van premier James Scullin. In 1931 verzoende de oud-premier zich met zijn voormalige partijgenoten en vormde samen met de Nationalisten en verschillende Labor-dissidenten de United Australia Party met Joseph Lyons aan het hoofd. Hughes stemde samen met de rest van de UAP mee in 1931 om de regering van Scullin ten val te brengen.
De nieuw gevormde partij won de parlementsverkiezingen van 1931 met overtuiging. De nieuwe premier Lyons vaardigde Hughes in 1932 af als Australisch vertegenwoordiger bij de Volkerenbond. Daarna was hij lid van het kabinet als minister van Gezondheidszorg en daarna minister van Buitenlandse Zaken. Hij moest gedwongen aftreden vanwege de publicatie van een boek genaamd Australia and the War Today, waarin hij aantoonde hoe onvoorbereid Australië de komende oorlog, waarvan hij veronderstelde, en achteraf goed gezien, op niet al te lange termijn zou uitbreken. Kort na zijn aftreden verdriedubbelde de Australische regering wel het budget voor defensie-uitgaven. Twee jaar later werd Hughes weer in genade aangenomen als minister van Buitenlandse Zaken. Ten tijd van Lyons dood twee jaar later vervulde hij ook de functie van minister van Justitie en minister van Industriële Zaken. Onder Lyons opvolger Robert Menzies vervulde hij ook verschillende andere ministersposten.

### Tweede Wereldoorlog en laatste jaren
Op het moment dat de Tweede Wereldoorlog uitbrak vormde Menzies een oorlogskabinet bestaande uit vijf ministers, waaronder Hughes. Labor-leider John Curtin weigerde om zich bij hen te voegen. De regering leunde op twee onafhankelijke parlementsleden voor de meerderheid in het parlement. Intussen had Menzies veel kritiek te verduren van zijn eigen partij. Zij dwongen hem in 1941 om af te treden. De gezondheid van de intussen 78-jarige Hughes werd als veel te fragiel gezien om hem op te volgen. Daarom volgde Arthur Fadden, partijleider van de Country Party, Menzies op als premier. Zijn regeerperiode zou slechts een paar weken duren omdat de twee onafhankelijke parlementsleden het vertrouwen in de regering opzegden. In plaats daarvan steunden ze de kandidatuur van John Curtin die tot zijn overlijden kort voor het einde van de oorlog leiding zou geven aan Australië. Bij de voor de AUP dramatisch verlopen parlementsverkiezingen van 1943 was Hughes nog wel lijsttrekker, maar ook slechts tussenpaus omdat Menzies daarna terugkeerde als partijleider. In 1944 stapte alle UAP-parlementsleden uit de Advisory War Councilin uit protest tegen de regering van Curtin. Hughes voegde zich kort daarna weer bij de Council en werd daarom uit de UAP gezet. Een jaar later ging hij wel met Menzies mee in de nieuw gevormde Liberale Partij. Tot zijn dood in 1951 had hij zitting in Australisch parlement, alles bij elkaar een periode van 51 jaar. Daarmee is hij het langstzittende, en met 90 jaar tevens het oudste, parlementslid in de geschiedenis van Australië.
- Australian Dictionary of Biography: hughes-william-morris-billy-6761
- Bibliothèque nationale de France: cb150767987 (data)
- CiNii: DA14331822
- Gemeinsame Normdatei: 118775235
- International Standard Name Identifier: 0000 0001 1456 9378
- Library of Congress Control Number: n81147380
- Nationale bibliotheek van Australië: 35212295
- Nationale Bibliotheek van Israël: 987007273024505171
- Nederlandse Thesaurus van Auteursnamen: 070569894
- SNAC: w6dr447f
- Système universitaire de documentation: 080849229
- Trove: 867467
- Virtual International Authority File: 143277568
- WorldCat: E39PBJwMH3mdf7DjKdQcXbxRrq